# Хэйг, Джон
Джон Джордж Хэйг (англ. John George Haigh; 24 июля 1909, Стамфорд, Линкольншир — 10 августа 1949, Уэндсуортская тюрьма, Лондон) — британский серийный убийца. Также известен под прозвищем «Убийца с ванной кислоты». Хэйг родился в британском городе Уэйкфилд, Уэст-Йоркшир. Его родители принадлежали к членам протестантской секты плимутские братья. Был поздним и единственным ребёнком в семье. Рос весьма избалованным.

## Биография
Хэйг убил шесть человек, трупы которых растворял в серной кислоте. Совершал практически недоказуемые убийства, однако сам признался в них из жажды славы.
Несмотря на шесть доказанных убийств, Хэйг был осуждён только за одно из них с целью облегчить судебный процесс.
Хэйг был повешен 10 августа 1949 года в тюрьме Уандсворт.